# Soľník
Soľník je obec na Slovensku v okrese Stropkov. Žije zde 35 obyvatel. První zmínka o obci je z roku 1454.

## Poloha
Obec se nachází v Nízkých Beskydech v Ondavské vrchovině, na potoce Brusnička v povodí řeky Ondavy. Střed obce se nachází v nadmořské výšce 284 m n. m. a je vzdálen 18 km od Stropkova (po silnici).
Sousedními obcemi jsou Veľkrop na severu, Varechovce na východě, Korunková na jihovýchodě a jihu, Potôčky na jihozápadě a západě a Breznička na severozápadě.

## Historie
První písemná zmínka o obci pochází z roku 1454 pod jménem Zadlyk. Obec byla součástí panství Stropkov, do roku 1567 ji vlastnili Perényiové, poté do roku 1767 Pethőové a později Keglevičové. V roce 1787 měla obec 20 domů a 140 obyvatel, v roce 1828 23 domů a 171 obyvatel, kteří se živili zemědělstvím a lesnictvím.
Do roku 1918 patřila obec, která ležela v okrese Semplín, k Uherskému království a poté k Československu (dnes Slovensko). Obyvatelé byli zaměstnáni jako zemědělci a lesní dělníci i v období první Československé republiky. Během druhé světové války působily v oblasti silné partyzánské skupiny. Po druhé světové válce někteří obyvatelé dojížděli za prací do průmyslových podniků v okolí, zemědělci byli organizováni soukromě.

## Obyvatelstvo
Podle sčítání lidu z roku 2011 žilo v Soľníku 39 obyvatel, z toho 34 Slováků a 5 Rusů.
29 obyvatel se hlásilo k řeckokatolické církvi a 10 obyvatel k pravoslavné církvi.

## Památky
- Řeckokatolický chrám Narození Svaté Bohorodičky z roku 1890[3]